# Kuyén
Kuyén (del mapudungun küyeṉ, Luna) es una personificación de la Luna en la cultura del pueblo mapuche, que habita en Chile y Argentina. 

## Leyenda
Kuyén es la elegida como la esposa preferida de Antu (aṉtü, Sol), el pillán más poderoso; siendo por ello quién está a cargo de las demás estrellas, y todo lo creado por ellas. Se dice que cuando la eligió como esposa, este hecho provocó la envidia del resto de estrellas, lo que terminó por provocar una guerra. Al final de la guerra, Antu castigó a los rebeldes, y a las estrellas les atenuó su brillo, por eso la luz más brillante de la noche es Kuyén. 
Se casaron en el lugar donde acaba la Tierra, y ambos corren hacia allí sin encontrarse: Antu intenta alcanzarla, ella le elude. En una ocasión Antu la golpeó, por eso tiene señales en la cara y un ojo amoratado, y no dejará que Antu la alcance hasta que no desaparezcan. 
Posterior a la gran batalla de los antiguos Pillanes, por la voluntad de Pu-am, se le ordenó darle una compañera al hombre (creado por el espíritu Elche). Así, Kuyén habría elegido a una de sus hijas para transformarla en mujer; y a través de los primeros pasos de esta mujer se habrían creado los seres vivos de la Tierra.
Kuyén tiene tres fases: Kuyén Ulcha (küyeṉ üllcha, luna doncella o nueva), Kuyén Ñuque (küyeṉ ñuke, luna madre o llena) y Kuyén Cushe (küyeṉ kuse, luna vieja o menguante). Kuyén puede controlar los lagos y océanos (creados por las lágrimas de las demás wangulén), y a veces se oculta en ellos provocando inundaciones, pero también es quien calma a los vientos destructores.